# Станіслав Зайонц
Станісла́в За́йонц (пол. Stanisław Zając, 1 травня 1949 — 10 квітня 2010) — польський юрист і політичний діяч (партія Право і справедливість).

## Біографія
Станіслав Зайонц народився в Свєчанах. Закінчив юридичний факультет Ягеллонського університету. По закінченні працював суддею, згодом адвокатом. З початку 90-х років входив до партії Християнсько-національний Союз. Був депутатом Сейму Польщі в 1991–1993 та 1997–2001 роках. 25 вересня 2005 року знову одержав мандат депутата Сейму, здобувши 25 225 голосів у 22 виборчому окрузі. На парламентських виборах 2007 року також здобув перемогу (32 962). На останніх двох виборах був кандидатом від партії Право і справедливість. 22 червня 2008 року виграв довибори до Сенату Республіки Польща, які відбулися по Кросновському виборчому окрузі у зв'язку зі смертю сенатора Анджея Мазуркевича.

## Смерть
Загинув у авіакатастрофі під Смоленськом 10 квітня 2010 року, куди летів у складі польської делегації на чолі з президентом Польщі Лехом Качинським.